# Roux (kookkunst)
Roux is een mengsel van gesmolten vet (meestal roomboter) en bloem, dat als basis dient voor sauzen en verschillende soorten soepen. Roux komt uit de Franse keuken. Om 1 liter vloeistof te binden heeft men 90g roux nodig. (45g boter, 70g bloem)
Er bestaan in het algemeen drie soorten: blanke, blonde en bruine roux, afhankelijk van welke kleur de uiteindelijke gebonden vloeistof moet hebben. Het verschil is gelegen in het al of niet laten bruinen van de boter. Een lichtgekleurde roux wordt dus blond genoemd, als het botermengsel door langere en/of sterkere verhitting donkerder van kleur wordt, spreekt men van een bruine roux.
Van roux kan een saus of een soep gemaakt worden door deze aan te lengen met bijvoorbeeld melk, braadvocht of bouillon. Als er slechts weinig vocht wordt toegevoegd, blijft de saus dik, men spreekt dan van ragout.

## Bereiding
Een roux wordt verkregen door de boter in een pan op het vuur te laten smelten en te mengen met de bloem. Na het mengen moet men de verkregen roux kort en onder voortdurend roeren laten bakken om de bloemsmaak te verwijderen. De roux moet worden verhit tot een temperatuur van ongeveer 95°C, maar niet hoger, om verbranden te voorkomen.
Een roux wordt gemaakt in een pan met dikke bodem, omdat de roux gelijkmatig en langzaam moet doorgaren, zodat de bindkracht zo groot mogelijk wordt. Afhankelijk van hoe lang men de roux laat bakken, krijgt hij meer of minder kleur.